# Marvin Clark
Marvin Deray Clark Jr. (Kansas City, 3 novembre 1994) è un cestista statunitense.

## Palmarès
- Campionato ungherese: 1

Falco Szombathely: 2021-2022